# Les Protocoles des Sages de Sion
Les Protocoles des Sages de Sion (en russe : Протоколы сионских мудрецов ou Сионские протоколы) est un texte inventé de toutes pièces, peut-être par la police secrète du tsar, et publié pour la première fois en Russie en 1903,. Ce faux se présente comme un plan de conquête du monde établi par les Juifs et les francs-maçons. Traduit en plusieurs langues et diffusé à l'échelle internationale dès sa parution, il devient un best-seller.
Le contenu plagie largement le Dialogue aux enfers entre Machiavel et Montesquieu de Maurice Joly, pamphlet satirique de 1864 qui décrivait un plan fictif de domination mondiale par Napoléon III, pour inventer un programme élaboré par un « conseil de sages juifs » visant à anéantir la chrétienté et à contrôler le monde. L'ouvrage réunit les comptes rendus d'une vingtaine de prétendues réunions secrètes exposant ce plan qui utiliserait violences, ruses, guerres, révolutions et s'appuierait sur la modernisation industrielle et le capitalisme.
Adolf Hitler y fait référence dans Mein Kampf comme argument justifiant à ses yeux la théorie du complot juif et en fait ensuite l'une des pièces maîtresses de la propagande du Troisième Reich. Il est devenu aujourd'hui tout à la fois un symbole de l'antisémitisme et de la falsification. 
La charte du Hamas de 1988 le mentionne dans son article 32. Les références aux Protocoles des Sages de Sion sont supprimées de la seconde version de la Charte (2017).  

## Historique

### Premières publications en russe
Le texte connu actuellement sous le titre Protocoles des Sages de Sion, parfois surtitré Programme juif de conquête du monde, paraît en Russie en deux temps et deux versions : d'abord des extraits en 1903 dans le journal de Pavel Krouchevan, Znamia (1902-1904) (Знамя), puis une version complète en 1905 éditée par Serge Nilus et, en 1906, par Gueorgui Boutmi, officier et écrivain nationaliste,.
Dès avril 1902, l'existence de ce texte avait été évoquée et fait l'objet d'un article publié dans Novoïé Vrémia. Il existait donc une version antérieure à 1903 et il est probable qu'elle ait circulé d'abord sous forme manuscrite ou en impression artisanale.
En 1905, Serge Nilus publie le texte intégral des Protocoles au douzième et dernier chapitre de la réédition de son livre, Velikoe v malom i antikhrist (Le Grand dans le Petit : La venue de l'Antéchrist et la règle de Satan sur Terre). Il y affirme que le texte provient du premier congrès sioniste tenu en 1897 à Bâle en Suisse. Cette allégation de Nilus, reprise par d'autres promoteurs des Protocoles, est mensongère.

### Traductions en allemand, anglais, français

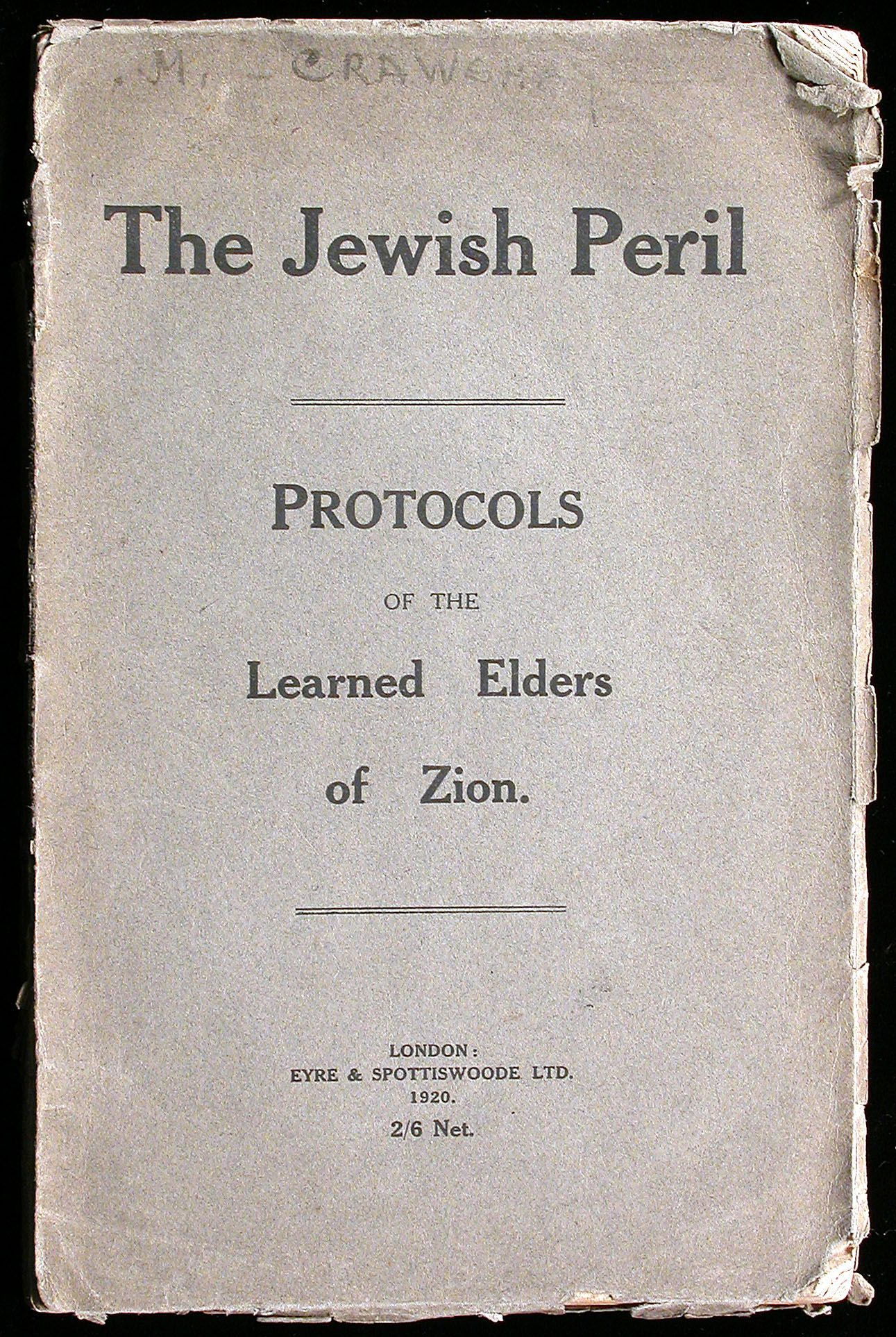
Première édition anglaise du Jewish Peril - Protocols of the Learned Elders of Zion, Eyre & Spottiswoode Ltd. 1920

Les Protocoles sont traduits en allemand en 1909 et lus en séance au Parlement de Vienne. Avec la Révolution d'Octobre en 1917 et la fuite de contre-révolutionnaires russes vers l'Europe de l'Ouest, leur diffusion s'élargit. Ils deviennent internationalement connus lorsqu'ils paraissent en Allemagne en janvier 1920.
La notoriété de l'ouvrage s'accroît à la faveur d'un article du quotidien britannique The Times. Dans son édition du 8 mai 1920, un éditorial titré « Le Péril juif, un pamphlet dérangeant. Demande d'enquête » évoque ce « singulier petit livre », et tend à démontrer le caractère authentique du texte en insistant sur sa nature de prophétie réalisée. Cet article est publié alors que les Russes blancs sont en train de perdre la guerre civile et que les « durs » du parti conservateur veulent discréditer les nouveaux maîtres du Kremlin en dénonçant une « Pax Hebraica ». Les thèmes des Protocoles sont repris au cours des années suivantes dans de nombreux ouvrages antisémites (polémistes, savants ou de fiction) publiés à travers l'Europe,.
Les premières traductions françaises sont publiées en 1920 sous le titre Protocols. Procès-verbaux de réunions secrètes des sages d'Israël, édition de la revue La Vieille-France, Paris VIIe, 143 pages, tiré à 20 000 exemplaires, en 1922 par le prêtre catholique Ernest Jouin dans la Revue internationale des sociétés secrètes sous le titre Les Protocoles de 1901, en 1924 par le journaliste antisémite Urbain Gohier sous le titre Les Protocoles des sages d'Israël, puis une première fois en 1921 et ensuite en 1932 sous le titre "Protocols" des sages de Sion. Édition définitive, par les Éditions Bernard Grasset avec une introduction de l'écrivain monarchiste Roger Lambelin.
Jouin publie aussi une synthèse en français en 1932.

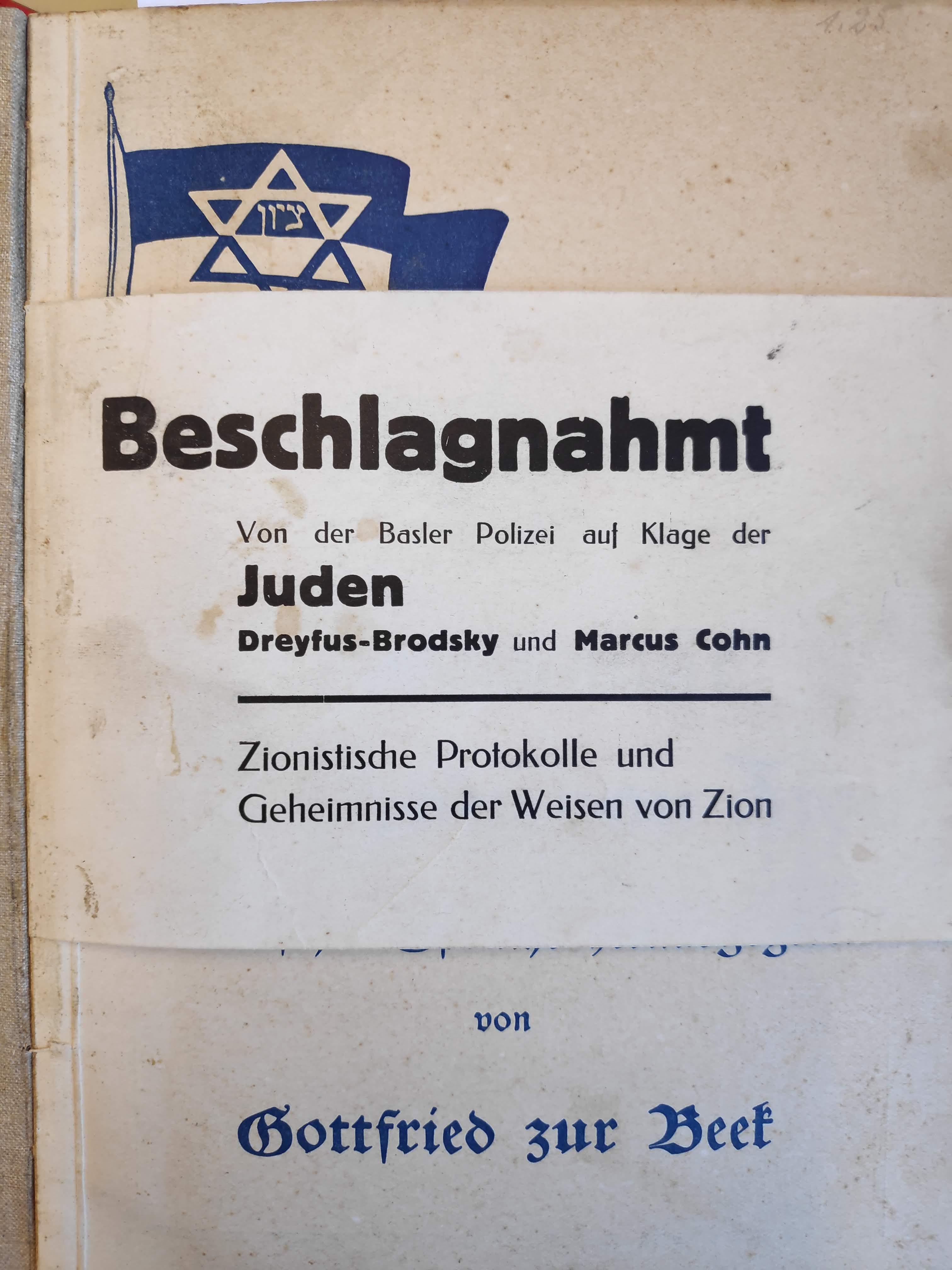
Protocoles de Sion dont le bandeau indique « confisqués par la police bâloise sur plainte des Juifs Dreyfus-Brodsky et Marcus Cohn », 1933, dans la collection du Musée juif de Suisse.

Adolf Hitler y fait référence dans Mein Kampf comme argument justifiant à ses yeux la théorie du complot juif, et en fait ensuite l'une des pièces maîtresses de la propagande du Troisième Reich.
Aux États-Unis, le constructeur automobile Henry Ford les diffuse à travers son journal The Dearborn Independent. Pour Ford, les Protocoles des Sages de Sion sont un ouvrage « trop terriblement vrai pour être une fiction, trop profond dans sa connaissance des rouages secrets de la vie pour être un faux »,. Les Protocoles joueront également un rôle clé dans la théorie du ZOG apparue dans les milieux suprémacistes blancs d'extrême droite aux États-Unis.

### Dénonciation comme un faux

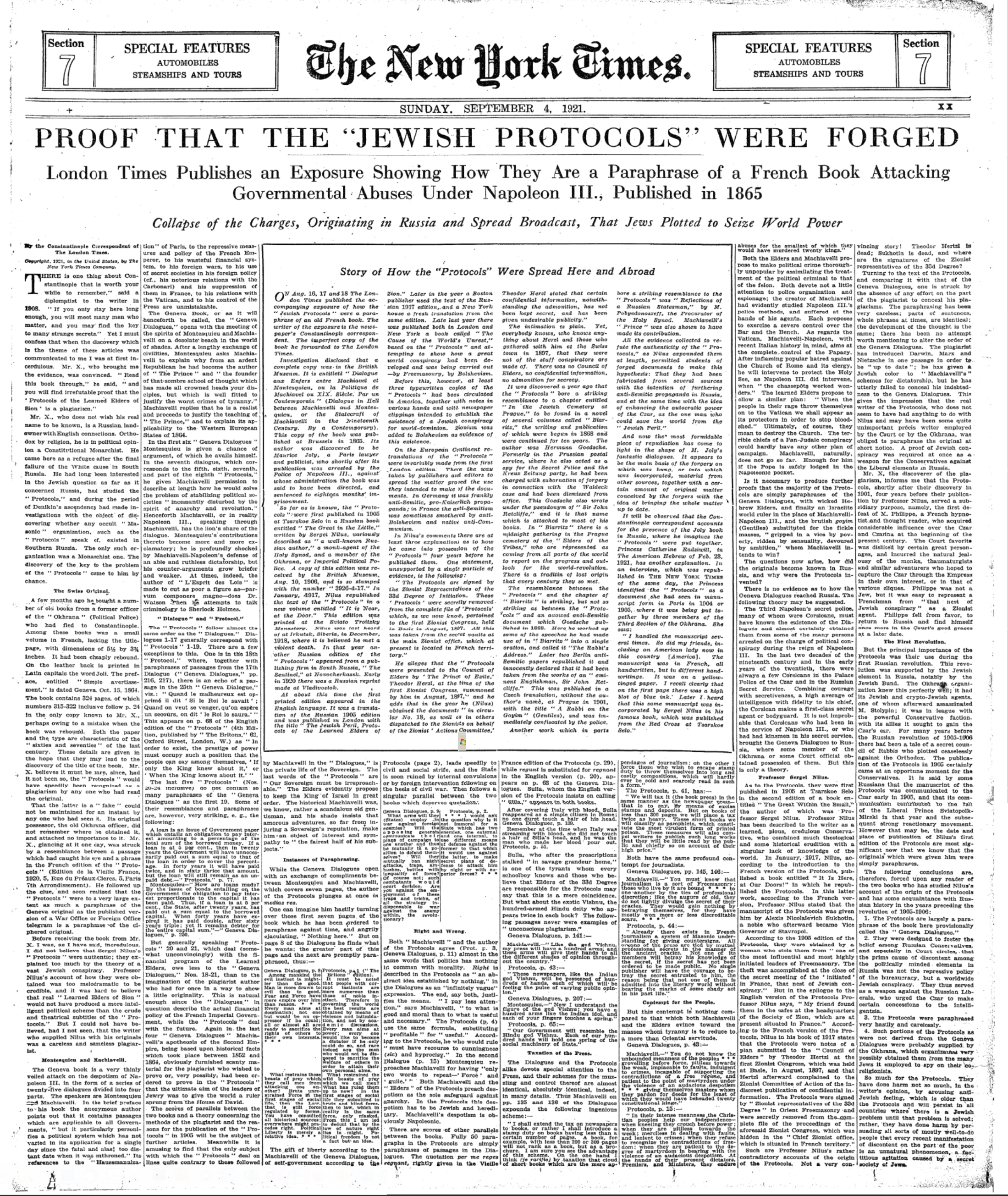
Recension des articles de Philip Graves dans le New York Times du 4 septembre 1921.

Dès leur publication, Les Protocoles sont suspectés d'être un faux : un an après avoir présenté l'opuscule comme véridique, le Times de Londres revient sur le sujet, mais cette fois pour publier la preuve du faux sous le titre La fin des Protocoles. La présence de larges emprunts à Maurice Joly, auteur d'un pamphlet contre Napoléon III intitulé Dialogue aux enfers entre Machiavel et Montesquieu, publié à Bruxelles en 1864, vient corroborer le caractère fallacieux des Protocoles. La supercherie est évidente grâce à une comparaison ligne à ligne des deux textes. C'est ce que fait en 1938 le prêtre jésuite Pierre Charles dans son étude critique et comparative. Le discours de Machiavel dans le Dialogue est transposé ; l'« internationale juive » y remplace l'empereur des Français.
Jacques Bainville, dans l’Action française, fait écho à l'article du Times montrant la falsification vers 1921.
Umberto Benigni, grand promoteur des Protocoles, félicitant Ernest Jouin en 1921 pour sa campagne de diffusion du texte, lui confie : « Plus j'étudie la question et plus je me persuade de la non-authenticité formelle et de l'immense valeur réelle de ce document ».
Malgré tout, Les Protocoles des Sages de Sion sont encore mentionnés par des groupes antisémites, voire certains régimes, comme preuve de l'existence d'un « complot juif international »,,,,.

## Origine du texte

### Modèles

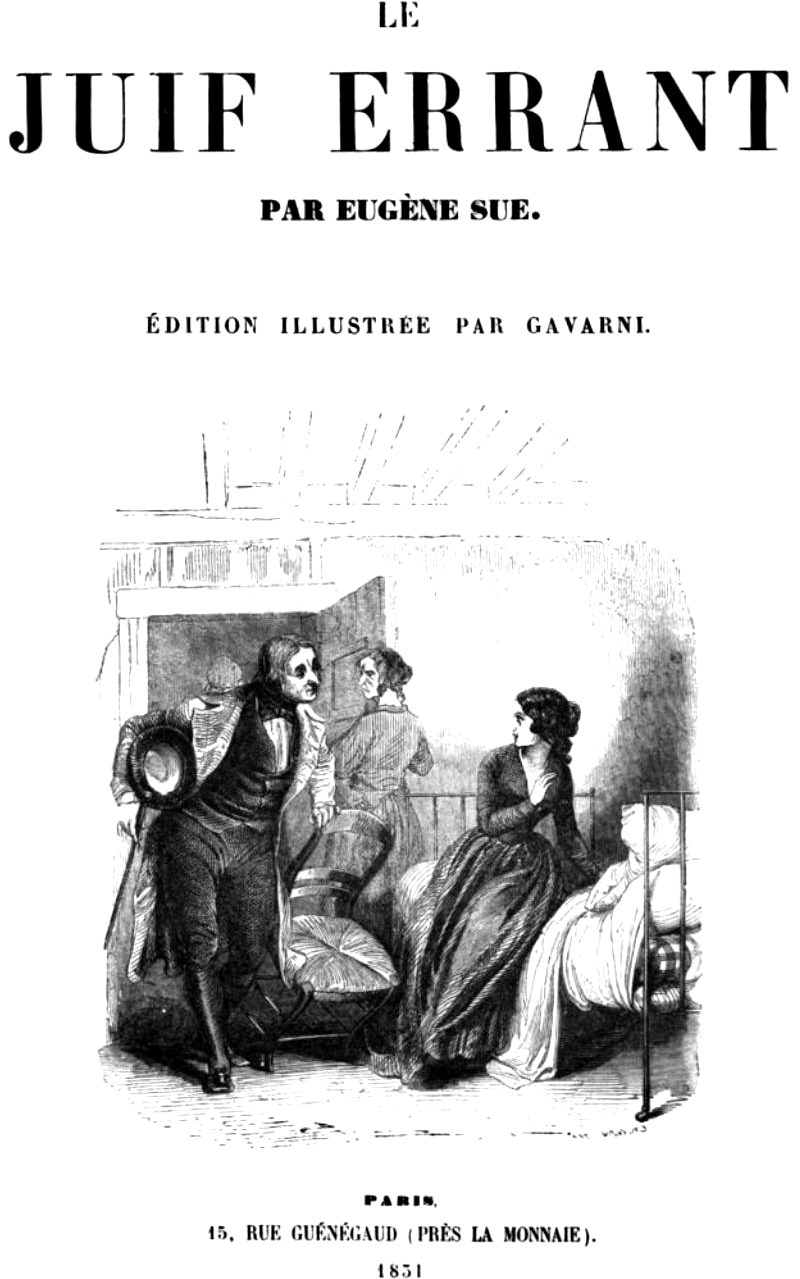
Le Juif errant par Eugène Sue, illustré par P. Gavarni, 1851

Selon Umberto Eco, le Protocole des Sages de Sion et, de façon plus générale, le mythe du complot juif, trouve son origine littéraire dans le roman-feuilleton français du XIXe siècle : 

« [le texte des Protocoles] révèle son origine romanesque car il est peu crédible, sauf dans l'œuvre de Sue, que les “méchants” expriment de façon si voyante et si éhontée leurs projets maléfiques […] : “nous avons une ambition sans limites, une cupidité dévorante, nous sommes acharnés à une vengeance impitoyable et brûlante de haine.” »

Le modèle du pamphlet de Maurice Joly contre Napoléon III, est le complot jésuite de Monsieur Rodin dans Le Juif errant et Les Mystères du peuple d'Eugène Sue. Un autre modèle littéraire se trouve dans Joseph Balsamo d'Alexandre Dumas (1849) : Cagliostro y rencontre les Illuminés de Bavière pour ourdir le complot maçonnique de l'affaire du collier de la reine.
En 1868, un auteur de libelles calomnieux ouvertement antisémites, Hermann Goedsche, publie, sous le pseudonyme de sir John Retcliffe, un roman populaire, Biarritz, où il plagie Dumas, en mettant en scène le Grand Rabbin annonçant son plan de conquête du monde aux représentants des douze tribus d'Israël réunis dans le vieux cimetière juif de Prague. En 1873, le roman est repris par un pamphlet russe, Les Juifs, maîtres du monde, présenté comme une vraie chronique. En 1881, la revue russe Le Contemporain le publie comme venant d'un diplomate anglais, sir John Readcliff (pseudonyme de Goedsche). En 1896, c'est le Grand Rabbin qui se nomme John Readcliff, dans Les Juifs, nos contemporains de François Bourmand. Le plan jésuite de Sue, mêlé à la réunion maçonnique de Dumas, attribué par Joly à Napoléon III, devient ainsi le complot juif, et sera repris sous diverses formes, avant la publication connue du grand public des Protocolei.
Les dernières années du xixe siècle sont marquées par l'antisémitisme qui culmine en France de façon passionnelle avec l'affaire Dreyfus. En 1889, paraît Le Juif selon le Talmud, traduction du Talmudjude du professeur catholique August Rohling avec une préface du journaliste antisémite Édouard Drumont. Cet ouvrage a une influence considérable. Il prétend prouver que les juifs ont ordre de blesser et de tuer les chrétiens chaque fois que c'est possible, en vue d'assurer leur domination sur le monde. Selon Jacques Halbronn, les Protocoles constituent une tentative d'élaboration d'un Talmud laïc — d'où l'usage du mot de « Sages », qui a une connotation talmudique — permettant d'inclure les juifs non religieux au sein du camp antijuif. Rohling serait donc, au moins indirectement, une source des Protocoles ; son cadre, qu'il faudrait confronter avec le pamphlet de Joly, en constitue le contenu.

### Attribution à Mathieu Golovinski
Depuis les années 1920, la paternité des Protocoles est régulièrement attribuée, par les adversaires du texte, à un agent de l'Okhrana : Mathieu Golovinski. Ce dernier aurait rédigé le faux, à Paris, sur ordre du chef de la police secrète tzariste en France : Piotr Ratchkovski. Cette origine, bien que séduisante, semble pour le moins fragile à l'examen de ses sources. La genèse des Protocoles demeure mystérieuse.
L'identification de Golovinski en tant que rédacteur des Protocoles est établie en 1917 par l'historien et juriste Serge C. Svatikov, ancien menchevik, alors commissaire du gouvernement provisoire russe chargé de démanteler les services secrets tsaristes à l'étranger, notamment à Paris. Il consigne dans son rapport le témoignage du français Henri Blint, supérieur hiérarchique de Golovinksi au sein de l'Okhrana et proche collaborateur de Ratchkovski. En 1921, la princesse Catherine Radziwill donne une conférence privée à New York, dans laquelle elle affirme que les Protocoles étaient un faux établi en 1904-1905 par les journalistes russes Mathieu Golovinski et Ivan Manassievitch-Manouïlov, sous la direction de Piotr Ratchkovski, chef des services secrets russes à Paris. 
Cette théorie se retrouve présentée lors du procès de Berne de 1933-1935, ouvert à la suite de la plainte de la Schweizerischer Israelitischer Gemeindebund (de) et de l'Israelitische Kultusgemeinde Bern (de), contre le Bund Nationalsozialistischer Eidgenossendans (de), distributeurs suisses des Protocoles. Les plaignants et leurs témoins y déclarent que les Protocoles ont été initialement écrits en France à la fin des années 1890 par des agents de la police secrète russe, puis traduits en russe. Selon leur version, les principaux auteurs étaient le commandant de la police, Piotr Ratchkovski, et son collaborateur Mathieu Golovinski.
Ces accusations contre Ratchkovski se retrouvent en 1939 sous la plume d'Henri Rollin, membre du deuxième bureau français, dans L'Apocalypse de notre temps (réédité aux Éditions Allia en 2005) qui entend montrer le processus de création puis d'utilisation de ce texte par les courants d'abord pro-tsaristes, puis fascistes et nazis.
En 1944, c'est au tour de l'écrivain allemand Konrad Heiden d'identifier Golovinski en tant qu'auteur des Protocoles.
Cette théorie d'une rédaction par Mathieu Golovinski sous les ordres de Ratchkovski est relancée, en novembre 1999, par l'éditeur russe Mikhaïl Lepekhine qui affirma, dans l'hebdomadaire français L'Express, avoir trouvé les preuves de ces allégations. Lepekhine considère les Protocoles comme faisant partie d'un stratagème visant à convaincre le tsar Nicolas II que la modernisation de la Russie était une manœuvre juive visant à abattre la Russie par un complot juif et à contrôler le monde.
Le rôle attribué à Golovinski dans la rédaction des Protocoles fut contesté par les historiens Cesare G. De Michelis (it), Michael Hagemeister (de), et Richard S. Levy (en), face à l'absence de source rendant le récit historiquement invérifiable,,,,. En 2009, Pierre-André Taguieff, qui avait soutenu l'« hypothèse Golovinski » est lui-même revenu sur ses affirmations dans l'hebdomadaire Marianne.

### Un manuscrit français introuvable
Le chercheur italien, Cesare G. De Michelis étudie, dans son livre Il manoscritto inesistente «I Protocolli dei savi di Sion: un apocrifo del XX secolo» de 1998, les premières publications des Protocoles. Ces derniers sont mentionnés pour la première fois dans la presse russe en avril 1902 par le journal de Saint-Pétersbourg Novovye Vremya (Но́вое вре́мя - Le Nouveau Temps).
Dans un article intitulé « Des complots contre l'humanité », le publiciste conservateur Mihkail Menshikov décrit sa rencontre avec une dame — Yulianna Glinka — qui l'aurait imploré de se familiariser avec un mystérieux document, volé par un journaliste français à Nice. Après avoir lu des extraits de cette matrice probable des futurs Protocoles, Menchikov, sceptique quant à leur origine, ne les a finalement pas publiés. Si De Michelis révèle une possible origine ukrainienne du faux, comme en témoigneraient certains ukrainismes dans le texte, la question de l'existence d'un prétendu manuscrit original en langue française de la fin du XIXe siècle demeure hypothétique. De Michelis montre que cet « original français » est un document extrêmement mystérieux, dont l'existence est supposée par presque tout le monde, mais que très peu de témoins de l'époque affirment en définitive avoir réellement vu.
Les importantes recherches de l'historien Michael Hagemeister sur les origines des Protocoles l'ont également amené à douter de l'origine française du document et à rejeter l'implication de la police secrète russe dans la création du faux. Il met notamment en lumière le fait que le principal témoin à charge lors du procès de Berne, le comte Alexandre du Chayla (en) avait exigé une grosse somme d'argent pour son témoignage et que les plaignants eux-mêmes le considéraient comme hautement suspect. Ces recherches historiques appuient l'analyse textuelle de Cesare G. De Michelis.
Les travaux d'Hagemeister ont été salués par le monde académique, l'historien spécialiste des mythes antisémites, Richard S. Levy, allant jusqu'à qualifier l'universitaire d'« autorité suprême en la matière ».
En 2020 l’historien russe Ljubov’ Vladimirovna Ul’Janova-Bibikova est tombé sur une version dactylographiée des Protocoles des Sages de Sion dans la Bibliothèque Centrale de Moscou. La copie montre des corrections manuscrites et des ajouts de termes récurrents dans la version éditée par Gueorgui Boutmi en 1906. L’écriture semble être celle de Gueorgui Boutmi. Cette copie dactylographiée confirme certainement que les Protocoles des Sages de Sion ont été élaborés au moins en partie en Russie, et pas écrit ou traduit entièrement à Paris. Cesare G. De Michelis a signalé l'importance de la découverte de cette copie,.

### Les premières versions russes

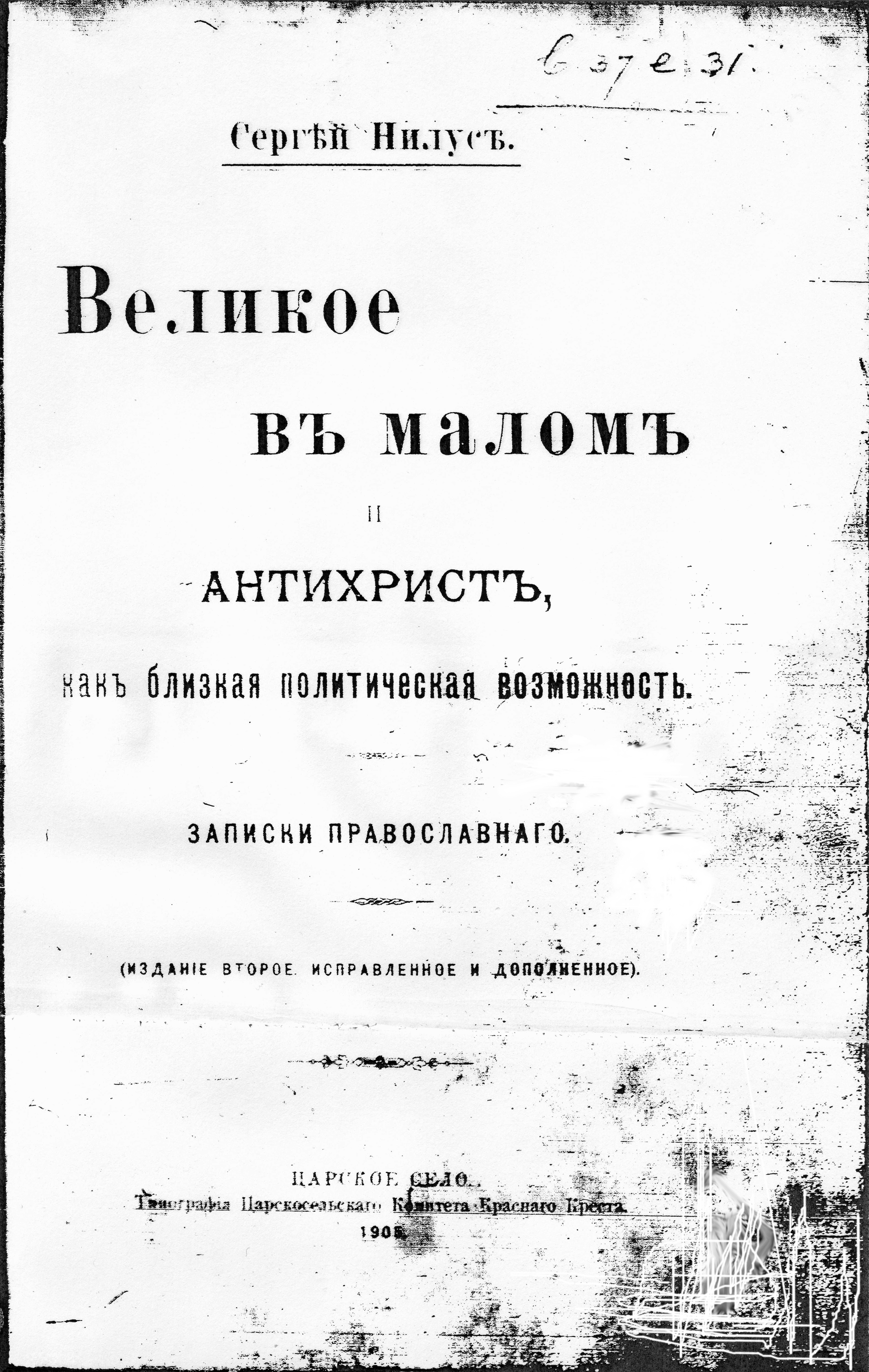
Édition russe par Sergueï Nilus de 1905

Cesare G. De Michelis a identifié pour la période 1902-1906 neuf impressions de cinq éditions distinctes des Protocoles qui peuvent se réduire en réalité à trois textes.
1. K : l'original ; un travail apparemment en cours.
2. X : deuxième rédaction.
3. Y : troisième rédaction.

La liste complète des premières impressions et éditions d'après les recherches de Cesare G. De Michelis est la suivante:
- Q : source hypothétique proposée par De Michelis, fournissant la base de K et Y.
  - M :  Mihkail Ossipovitch Menshikov (1902) - Première référence textuelle aux Protocoles, dans un article de journal d'extrême droite qui affirme qu'ils ont été volés par un « journaliste français » à Nice et en cite un extrait.
  - K :  Pavel Krusevan (1903) - De Michelis démontre qu'il s'agit de la version la plus ancienne du texte, publiée dans un périodique de qualité médiocre. Disparu des archives historiques jusqu'au procès de Berne de 1934, le texte n'a jamais été traduit. Sans titre, il se découpe en 22 chapitres non numérotés, et présente de nombreux ukrainismes.
    - L : Hippolytus Lutostansky (1904) - Citation directe de K ; sans révision du texte, mais avec des indications chronologiques utiles.

  - Z : rédaction hypothétique après K, mais avant X ou Y.Couverture de la quatrième édition du Protocole des Sages de Sion (aussi intitulée Il est proche, à la porte) par Nilus (1917)
    - X : 27 Protocoles issus de Z.

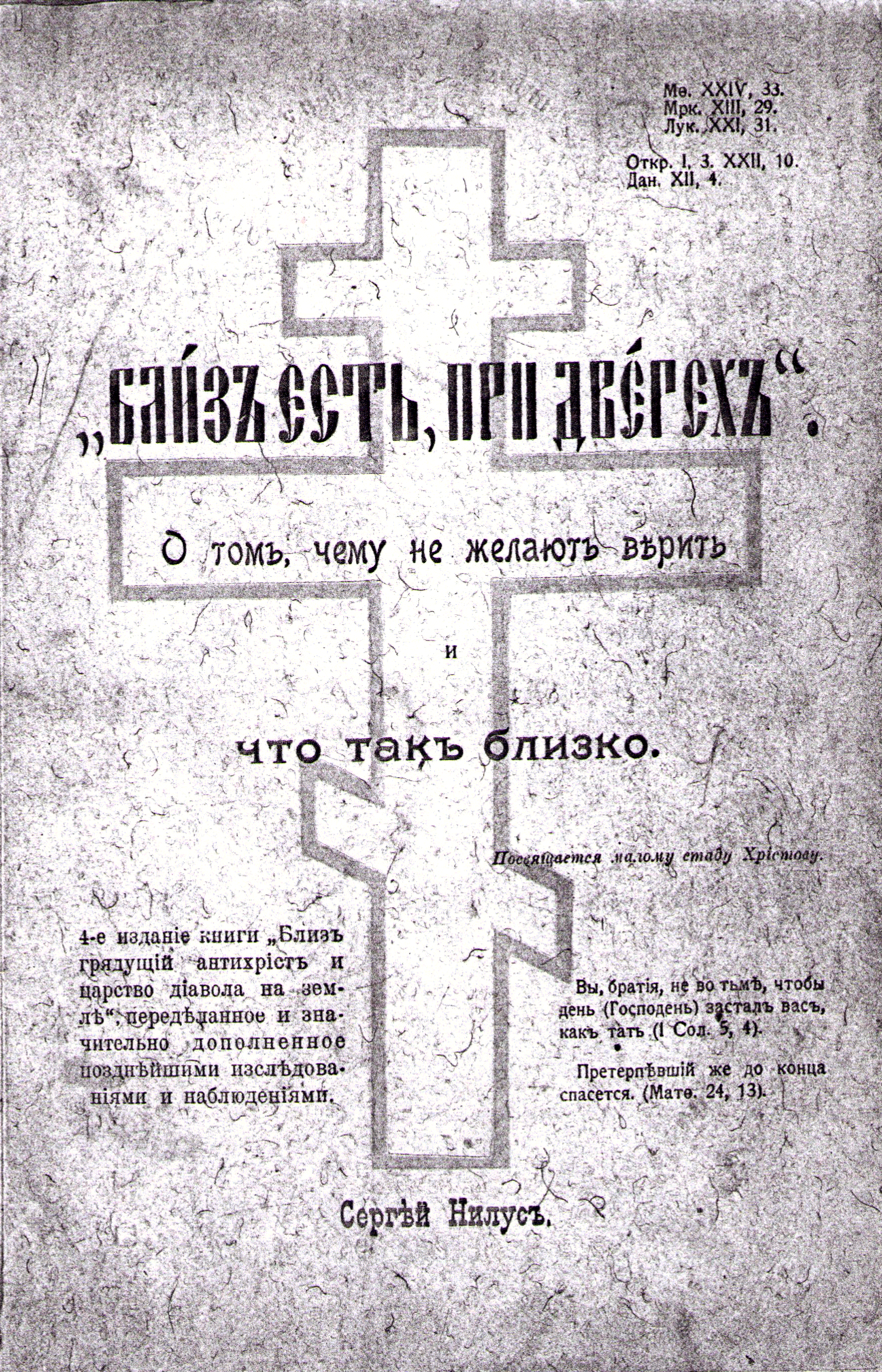
Couverture de la quatrième édition du Protocole des Sages de Sion (aussi intitulée Il est proche, à la porte) par Nilus (1917)

      - A1: Anonyme (1905) - Publié anonymement par un éditeur gouvernemental russe blanc et fondé sur K.
      - B : Gueorgui Butmi (1906a) - Ressemble à A1, mais contaminé par croisement avec Y.

    - Y : 24 Protocoles, réédités, mais qui ne dérivent pas directement de Z -- impliquant l'existence d'un manuscrit Q.
      - A2 : Anonyme (1905) - Ressemble à A1, mais avec du matériau nouveau.
      - N : Sergueï Nilus (1905) - Réédition importante, utilisant apparemment A2 comme base, mais introduisant une grande quantité d'éléments empruntés à Maurice Joly. Base de la plupart des traductions.
        - I: Anonymous [1917] / [1996] - Un abrégé concis de N. attribue le texte à Theodor Herzl.

      - B3 : Butmi (1906a) - Butmi révise son propre texte pour y inclure des éléments de Y.
      - D : Demcenko (1906)

  - R : Document beaucoup plus court, partageant ses sources avec K et X, mais non pas avec Y.
    - R1 : G. Skalon ; Date d'origine inconnue [1996] - Publié en 1996 par Yuri Begunov[45] qui a démontré par le truchement de la philologie l'existence de la branche R, affirmant qu'elle date du XIXe siècle et qu'elle révélait une origine « juive ».
    - R2 : N. Mordvinov (1905) - Abrégé utilisant des sources similaires à R1.
    - R3 : Anonyme (1906) - Fermez copie de R2.
    - R4 : Anonyme (1906) - Copie de R2 avec des éléments supplémentaires.

## Utilisations

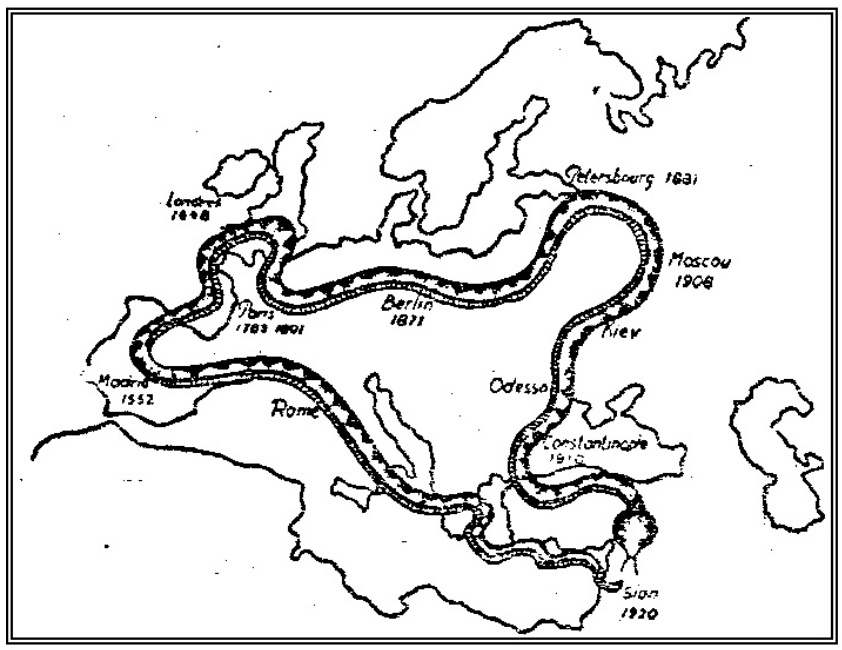
Le Serpent symbolique du troisième protocole, dessin paru en France, environ 1920.

Au terme d'une de ses études sur les Protocoles, Pierre-André Taguieff propose cinq fonctions qu'ils peuvent remplir dans l'imaginaire — et dans la réalité, puisque la mise au jour d'un complot (n'existant que dans l'esprit de ses découvreurs) est souvent suivie de l'organisation bien réelle d'un contre-complot :
1. identifier les forces occultes à l'origine du prétendu complot — et confirmer qu'elles sont impitoyables ;
2. lutter contre ces forces en révélant les secrets qui les rendent puissantes ;
3. justifier la contre-attaque contre l'ennemi désormais identifié ;
4. mobiliser les foules (et/ou les autorités) en faveur de la cause opposée au complot ;
5. recréer un monde enchanté[46].

Les Protocoles remplissent ces fonctions depuis leur diffusion dans les années 1920. Leur utilisation sans cesse réactualisée montre la recherche permanente d'explications prétendument rationnelles à la marche du monde : les Protocoles ont servi aux politiques antisémites, antisionistes, antiaméricaines ou antimondialistes.

### Dans l'Allemagne nazie
Dans Mein Kampf, Adolf Hitler écrit, :

« Les Protocoles des sages de Sion, que les Juifs renient officiellement avec une telle violence, ont montré d'une façon incomparable combien toute l'existence de ce peuple repose sur un mensonge permanent. « Ce sont des faux », répète en gémissant la Gazette de Francfort et elle cherche à en persuader l'univers ; c'est là la meilleure preuve qu'ils sont authentiques. Ils exposent clairement et en connaissance de cause ce que beaucoup de Juifs peuvent exécuter inconsciemment. C'est là l'important. »

Pendant de nombreuses années, Joseph Goebbels n'utilise pas les Protocoles dans la propagande antisémite qu'il dirige. Ce n'est qu'après une lecture du texte et une discussion du 13 mai 1943 avec Hitler qu'il pense pouvoir les utiliser. Dans la recension qu'il fait de la discussion, Goebbels se dit « stupéfait » à la fois par la modernité du texte et par la rigueur dans l'exposition du projet juif de domination mondiale.

### En Union soviétique
Dans l'Union soviétique de Staline, dans les années 1933-1935, les journaux soviétiques gardent un silence total sur l'arrêt du procès de Berne, qui a conclu à la fausseté des Protocoles.
Pourtant les Izvestia dépêchent sur place Ilya Ehrenbourg. Celui-ci est chargé de suivre les développements du nazisme et de l'antisémitisme, questions spécialement débattues alors à la Société des Nations. L'article d'Ehrenbourg, dûment écrit et transmis, n'est jamais paru.

### Dans le monde arabo-musulman

#### Premières traductions

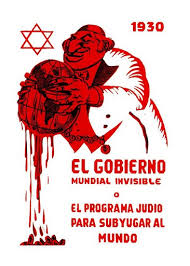
Les Protocoles en espagnol, 1930

Il existe au moins neuf traductions différentes en arabe du Protocoles des Sages de Sion, c'est-à-dire plus que dans n'importe quelle autre langue.
La première traduction des Protocoles des Sages de Sion en arabe (à partir d'une version française) est publiée au Caire en 1925 puis à Jérusalem en 1926. Selon Gilbert Achcar, ils n'ont « néanmoins connu qu'une diffusion marginale dans les pays arabes avant 1948 » ; il souligne qu'elle a été le fait de chrétiens et non de musulmans.
Muhammad Rashid Rida, que Gilbert Achcar décrit comme « le père spirituel de l'intégrisme islamique arabe moderne » s'en inspire dans un texte qui fait suite aux émeutes de 1929 en Palestine mandataire : son « argumentation anti-juive […] y puise à toutes les sources, combinant des arguments conformes à la tradition musulmane la plus hostile aux juifs ».
Une traduction de 1951 est diffusée dans le monde musulman après « l'intense exacerbation du conflit palestinien de 1948 » et de la Nakba (« catastrophe », exode palestinien de 1948). En 1967, les Presses islamiques de Beyrouth publient la version française de Roger Lambelin sous le titre Protocoles des Sages de Sion : texte complet conforme à l'original adopté par le congrès sioniste réuni à Bâle (Suisse) en 1897.
Pour Achcar, les « insanités que contient ce pamphlet ont connu une diffusion beaucoup plus vaste que le pamphlet lui-même » et elles ont largement contribué à la « diffusion de l'antisémitisme dans le monde arabe ». Il insiste sur les différences de motivation des propagandistes des Protocoles en Europe, qui n'avaient que des desseins antisémites, et celle de leurs diffuseurs dans le monde arabe qui cherchaient à « excuser la défaite infamante […] des États arabes devant le mouvement sioniste et à expliquer pourquoi ce dernier avait pu gagner le soutien de l'ensemble des puissances du camp victorieux de la Seconde Guerre mondiale ».
Des personnalités arabes font référence aux Protocoles dans des rencontres officielles ou dans des écrits :
- Par exemple, en 1929, à la suite de sa comparution devant la commission Shaw chargée d'étudier les causes des émeutes de 1929 en Palestine mandataire, le mufti de Jérusalem Mohammed Amin al-Husseini se réfère aux Protocoles pour démontrer que les sionistes ont attaqué les Arabes[57].
- Tom Segev rapporte le cas d'un notable palestinien qui, bien que conscient du discrédit qui pèse sur les Protocoles, ne peut expliquer la défaite arabe dans la guerre de 1948 sans une collusion entre le sionisme et le communisme, dans le cadre d'un plan visant à la domination du monde[58].
- En septembre 1958, le président égyptien Gamal Abdel Nasser demande à un journaliste, lors d'un entretien, s'il connaît les Protocoles et lui en conseille la lecture, car ils démontreraient que « 300 sionistes, dont chacun connaît tous les autres, gouvernent le destin du continent européen et élisent leurs successeurs parmi leur entourage »[59].

Cette littérature participe de la propagande antisémite diffusée internationalement par les pays arabes et s'est répandue dans d'autres pays musulmans comme le Pakistan, la Malaisie ou l'Indonésie.

#### Usages et références actuels
La première charte du Hamas (1988) fait référence aux Protocoles et à d'autres poncifs antisémites,. L'article 32 y indique que « le plan sioniste […], après la Palestine […] ambitionne [] de s'étendre du Nil à l'Euphrate […] <comme il est stipulé> dans « Les Protocoles des Sages de Sion » »,.
En 2009, le chercheur Gilbert Achcar rapporte cependant que la charte serait en cours d'amendement, se référant à Azzam Tamimi, un proche du Hamas qui, « sensible au dommage causé à l'image du mouvement palestinien [par l'antisémitisme de la charte] » a déclaré dans The Jerusalem Post en février 2006 que : « Toutes ces absurdités sur Les Protocoles des Sages de Sion et les théories du complot – toutes ces bêtises – seront éliminées » dans la version amendée. En effet, les références aux Protocoles des Sages de Sion sont supprimées de la seconde version de la Charte (2017), qui cherche à effacer les aspects les plus outrageusement antisémites de la première version.
En Arabie saoudite, il est enseigné que Les Protocoles est un « document authentique » « approuvé lors du premier Congrès mondial du sionisme à Bâle » et même si les Juifs le nient, la preuve en est donnée par les changements géo-politiques, économiques et médiatiques qu'a connus le siècle passé, qui correspondent à ce qui est indiqué dans cet ouvrage,,,.
En 2003, la nouvelle bibliothèque d'Alexandrie inaugure son musée de manuscrits où figure une traduction en arabe des Protocoles à côté de manuscrits de la Torah. Le directeur le justifie en déclarant : « Il se peut que le livre des Protocoles des Sages de Sion soit plus important pour les juifs que la Torah, puisqu'ils gèrent leur vie selon ses principes ».
Dans une interview télévisée pour Al-Majd TV avec le grand-mufti de Jérusalem, Ikrima Saeed Sabri, en février 2005, ce dernier déclare : « Quiconque lit Les Protocoles des Sages de Sion voit clairement que le but de ces protocoles est de créer le chaos pour menacer la sécurité et la stabilité du monde ».
Le propos des Protocoles est également popularisé dans le monde arabe par divers feuilletons télévisés :
- un feuilleton télévisé égyptien, repris par de nombreuses télévisions arabes, Le Cavalier sans monture, évoque de façon centrale dans l'intrigue, les Protocoles des Sages de Sion présentés comme un écrit tenu secret par des Juifs, mais supposé authentique[70] ;
- le feuilleton Ash-Shatat (en) ( الشتات, Diaspora), diffusé par Al-Manar, la télévision du Hezbollah, dépeint les Juifs se livrant à un complot visant à dominer le monde et reproduit les traditionnelles accusations de « crime rituel » perpétré sur des enfants chrétiens, afin d'utiliser leur sang pour fabriquer des matzot cashères[71],[72]. Produit en Syrie sur des crédits du ministère de la sécurité, du ministère de la culture, du commandement de la police de Damas et du Département des antiquités et des musées[71], ce programme est diffusé à la télévision libanaise Al-Manar, en Iran en 2004 et en Jordanie en 2005, sur le réseau satellite Al-Mamnou[73]. Al-Manar a suspendu la diffusion de la série après avoir constaté l'antisémitisme des premiers épisodes et présenté ses excuses à ses téléspectateurs[74] ;
- une série télévisée Al-Sameri wa Al-Saher, sur Al-Alam Télévision, la télévision iranienne, qui comprend non seulement une dénonciation du supposé pouvoir des Juifs sur le monde, mais un négationnisme ouvertement exprimé à l'égard des crimes commis envers les Juifs.

#### En Afrique
Dans le documentaire Général Idi Amin Dada : Autoportrait du réalisateur suisse Barbet Schroeder, sorti en 1974, le dictateur ougandais Idi Amin Dada fait allusion au livre et présente les Protocoles des Sages de Sion en sa possession pour prétendre à l’existence d'un complot juif mondial.

### Autres rééditions

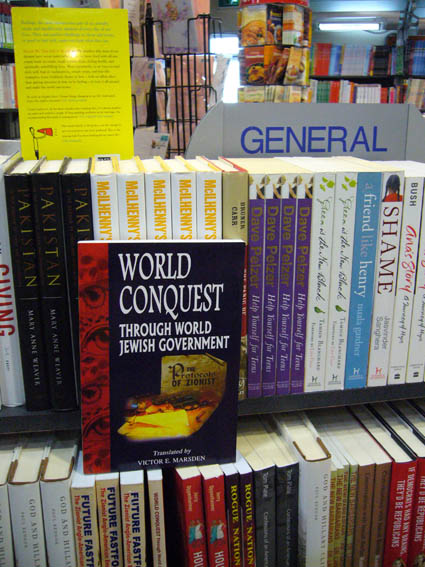
Édition malaisienne des Protocoles en vente libre à l'aéroport international de Kuala Lumpur (2008)

Entre les années 1960 et 2000, de très nombreux pays éditent ou rééditent plus massivement Les Protocoles :
- années 1960 : France, Espagne, Pologne ;
- années 1970 : Grande-Bretagne, Italie, Espagne, Mexique, Argentine (et autres pays sud-américains)[76], Inde, Iran, en hongrois, en grec ;
- années 1980 : France, Argentine[76], Inde, Russie, Brésil, en serbe, en slovène, en grec, en polonais, en japonais[77]

- années 1990 : Iran, monde arabe (Libye, Arabie Saoudite…)[78], États-Unis[79],[80] dont Amazon[81] ou Nation of Islam[82],[83], Australie, Russie, Ukraine[84], France, Colombie, Inde, Bulgarie, Maroc (site web)[85], en roumain, en croate, en polonais…

## Influence desProtocolesdans le temps

### Influence internationale
Plusieurs auteurs, dont Pierre-André Taguieff et Catherine Nicault, ont mis en évidence les multiples utilisations des Protocoles à travers le temps : dénonciation de prétendus complots judéo-bolchéviques ou judéo-capitalistes, propagande fasciste ou nazie.
Alain Goldschläger écrit en 1989 que cet ouvrage est un faux « avéré, dont les conséquences sont des actes de haine et de destruction ».
Les complotistes s'appuient sur les Protocoles pour étayer leur propagande. Le britannique David Icke se défendant d'antisémitisme déclare que les Protocoles des Sages de Sion, qui inspirent certains de ses ouvrages, témoignent non d'un complot juif, mais d'un « complot reptilien ». Alice Walker, militante anti-raciste et prix Pulitzer, devenue New Age, dit en 2018 apprécier la « liberté d'esprit » d'Icke, un homme « assez courageux pour poser les questions que d'autres craignent de poser »,,. En 1991, le théoricien du complot Milton William Cooper republie Les Protocoles dans son ouvrage intitulé Behold a Pale Horse, où il accuse les Illuminati (souvent assimilés aux Juifs) et non les Juifs de vouloir établir un « Nouvel ordre mondial ». En 2011, le conspirationniste chrétien New Age et antisémite Texe Marrs publie une édition des Protocoles avec des notes additionnelles par l'hitlérien américain Henry Ford.
Le texte est encore diffusé, en particulier dans les milieux antisémites et/ou antisioniste et dans le monde arabo-musulman,. Bien que la preuve philologique que ce texte soit un faux ait été administrée, elle n'atteint pas les auteurs complotistes. « L’argument de ceux qui résistent étant que ce sont peut-être des faux matériellement, mais qu’ils sont authentiques selon l’esprit ; ou bien que l’on peut éliminer les Protocoles comme texte, mais qu’il y a bien un complot juif mondial visible à l’œuvre quotidiennement ; ou bien encore que si les Protocoles ne décrivent pas l’actualité, ils sont une prophétie ».

### En droit français
Les Protocoles ont été interdits de diffusion en France pendant une trentaine d’années, à la suite de l’arrêté du 25 mai 1990 du ministre de l’Intérieur français Pierre Joxe, « considérant que la mise en circulation en France de cet ouvrage est de nature à causer des dangers pour l’ordre public en raison de son caractère antisémite ». Cette interdiction n'est plus en vigueur : la diffusion des Protocoles des Sages de Sion est, sous certaines conditions, légale en France.
Leur dernière parution est celle de 2010, éditée et présentée par Philippe Randa, éditeur et militant politique d’extrême droite.

## LesProtocolesdans la littérature
- La rédaction des Protocoles des Sages de Sion constitue l'ossature du roman d'Umberto Eco, Le Cimetière de Prague (2010).
- Le Complot. L'histoire secrète des Protocoles des Sages de Sion de Will Eisner (1917-2005), auteur américain de bande dessinée.
- Ce livre a inspiré l'industriel antisémite américain Henry Ford pour son ouvrage Le Juif international (1920).